# Элизабеттон
Элизабеттон (англ. Elizabethton) — город в США, административный центр (1796) округа Картер штата Теннесси.
Рсположен в северо-восточном Теннесси, в месте слияния рек Доу и Уотога, в южных Аппалачах, примерно в 105 милях (170 км) к северо-востоку от Ноксвилла и к востоку от Джонсон-Сити. Расположенный в долине реки Уотога, он является одним из старейших поселений региона, где в 1772 году был заключён договор о самоуправлении (Уотогская республика). Сообщество было названо в честь жены Лэндона Картера, одного из первых поселенцев, в честь которого был назван округ, и было первым инкорпорированным городом Теннесси. Во время Американской революции патриоты прошли маршем из близлежащего Сикамор-Шолс (ныне исторический парк штата) к сражению при Кингс-Маунтин (1780) в Южной Каролине. Появление железной дороги в 1880-х годах принесло в этот район промышленность. В начале XX века город процветал за счет деревообрабатывающей промышленности и производства искусственного шёлка.
Современные промышленные предприятия города включают производство электроники, инструментов, асфальта и окон. Университет Миллиган (1866) находится к юго-западу. Близлежащие озёра Уотога (озеро) и Бун, запруженные плотинами компании Tennessee Valley Authority, обеспечивают возможности для отдыха. Северная часть Национального леса Чероки окружает Элизабеттон с трёх сторон, а к востоку от города через него проходит Аппалачская тропа. Парк штата Роан-Маунтин находится в национальном лесу к юго-востоку от Элизабеттона. Особняк Картера (1775–1781 гг.) — старейший каркасный дом в штате. Фестивали, посвящённые культуре коренных американцев, музыке в стиле блюграсс и рододендронам, проводятся отдельно в июне. Инкорпорирован в 1799 году. Население (2000) 13 372; (2010) 14 176.
| 2010   | 2020    |
| ------ | ------- |
| 14 176 | ↗14 546 |